# Ingrid Scharlau
Ingrid Scharlau (* 1967 in Bonn) ist eine deutsche Professorin für Kognitive Psychologie und Psychologiedidaktik an der Universität Paderborn.

## Leben
Ingrid Scharlau wuchs in Münster auf und legte dort 1986 am Annette-von-Droste-Hülshoff-Gymnasium das Abitur ab. Sie ist die älteste Tochter des Mathematikers Winfried Scharlau. Sie lebt in Ostwestfalen und hat eine Tochter. Privat engagiert sie sich für die Erhaltung des ländlichen Raums und die Interessengemeinschaft Bauernhaus.

## Werdegang
Ingrid Scharlau studierte von 1986 bis 1992 Psychologie, Philosophie und Germanistik an der Universität Bielefeld. Von 1993 bis 1994 war sie Wissenschaftliche Angestellte am IZHD (Interdisziplinäres Zentrum für Hochschuldidaktik) der Universität Bielefeld. Im Jahr 1996 erfolgte die Promotion bei Käte Meyer-Drawe mit den Fächern Pädagogik, Philosophie und Kognitionspsychologie an der Ruhr-Universität Bochum. Bis 2004 arbeitete sie weiter als freie Mitarbeiterin des IZHD an der Erstellung von Evaluationsberichten für deutsche Hochschulen und Fachhochschulen. Von Februar 1999 bis September 2006 war sie zugleich als Wissenschaftliche Angestellte in den DFG-Projekten „Kognitive Wirkungen maskierter Reize im Paradigma der Metakontrastdissoziation“ und „Eine methodische Analyse von perceptual latency priming als abhängiges Maß für visuell-räumliche Aufmerksamkeit“ unter der Leitung von Odmar Neumann an der Abteilung für Psychologie der Universität Bielefeld tätig. Im Dezember 2005 habilitierte sich Scharlau in Bielefeld und erhielt die venia legendi für Psychologie.
Von 2007 bis 2012 und erneut seit 2015 ist sie Professorin für Kognitive Psychologie an der Universität Paderborn, seit Oktober 2022 ist sie dort Professorin für Kognitive Psychologie und Psychologiedidaktik. Von 2012 bis 2015 war sie Professorin für Psychologie an der Leuphana Universität Lüneburg. Sie ist Mitglied der Deutschen Gesellschaft für Psychologie und Fachgruppe Allgemeine Psychologie (DGPs), der Gesellschaft für Schreibdidaktik und Schreibforschung (gefsus), der European Society of Psychology Learning and Teaching (ESPLAT) und Fellow in der Community of Professionals von Lehre-hoch-n.

## Arbeitsgebiete
Ingrid Scharlau befasst sich experimentalpsychologisch mit allgemeinpsychologischen Fragen aus den Bereichen visuelle Aufmerksamkeit, Zeitwahrnehmung und „Theory of visual attention“. Sie nutzt Experimente und Modelle, um grundlegende Fragen der visuellen Aufmerksamkeit, z. B. die Rolle von visueller Salienz für die Informationsverarbeitung sowie die Zeitwahrnehmung zu erforschen. Sie ist im Sonderforschungsbereich TRR318 „Constructing Explainability“, in dem sie Modelle für die Aufmerksamkeit in Erklärdialogen zwischen Menschen und Robotern und das Misstrauen gegenüber Entscheidungen und Erklärungen von Machine-Learning-Algorithmen entwickelt.
Weitere Schwerpunkte ihrer Arbeit sind die Förderung und Erforschung des akademischen Schreibens, die Metaphernforschung und Fragen der Psychologiedidaktik mit einem Schwerpunkt auf die Wissenschaftskommunikation und Wissenschaftskritik. Sie arbeitet zudem an Fragen des überfachlichen und interdisziplinären Lehrens und Lernens und der fachsensiblen Hochschuldidaktik. Scharlau leitet gemeinsam mit der Gleichstellungsbeauftragten Irmgard Pilgrim das von beiden gegründete Mentoring für Nachwuchswissenschaftlerinnen und das Peer-Mentoring-Programm „Einblick“ an der Universität Paderborn. Sie ist Gründerin und Leiterin des Kompetenzzentrums Schreiben an der Universität Paderborn.

## Schriften (Auswahl)
- Cartesianische Grundlagen der wissenschaftlichen Psychologie, Königshausen und Neumann, Würzburg 1994, ISBN 3-88479-974-6
- Erkenntnistheorie als Wissenschaft : Streitpunkte zwischen Husserl, Gurwitsch, Merleau-Ponty und Piaget. Fink, München 1998, ISBN 3-7705-3301-1 (Dissertation)
- G. Hessler, Mechtild Oechsle, I Scharlau (Hrsg.): Studium und Beruf: Studienstrategien – Praxiskonzepte – Professionsverständnis. Perspektiven von Studierenden und Lehrenden nach der Bologna-Reform. Transkript, Bielefeld 2013
- I. Scharlau, C. Heß, S. Vierck, C. Bluhm: Schreiben: Tipps, Anregungen und Strategien für das Schreiben am Leuphana College. Universität Lüneburg 2013.
- I. Scharlau: Jean Piaget zur Einführung, 3. überarb. Aufl., Junius, Hamburg 2013.
- I. Scharlau, K. Klingsieck: Schreiben im Psychologiestudium. Verlag Barbara Budrich, Leverkusen 2018.
- I. Scharlau, A. Karsten, K.J. Rohlfing: Building, emptying out, or dreaming? Action structures and space in undergraduates' metaphors of academic writing. Journal of Writing Research 12(3), 2020; S. 493–529. doi:10.17239/jowr-2021.12.03.01
- J. Tünnermann, Á. Kristjánsson, A. Petersen, A. Schubö, I. Scharlau: Advances in the application of a computational Theory of Visual Attention (TVA): Moving towards more naturalistic stimuli and game-like tasks. Open Psychology 4, 2022; S. 27–46. doi:10.1515/psych-2022-0002
- T. Jenert, I. Scharlau: Wissenschaftskommunikation als Verständigung: Chance für die Hochschulentwicklung?! Zeitschrift für Hochschulentwicklung 17(2), 2022; S. 263–280.

## Belege
1. 1 2 3 4 5  Kognitive Psychologie und Psychologiedidaktik an der Universität Paderborn, abgerufen am 17. Februar 2023
2. ↑  TRR 318 „Constructing Explainability“ an der Universität Paderborn, abgerufen am 17. Februar 2023
3. ↑  Kompetenzzentrum Schreiben an der Universität Paderborn, abgerufen am 17. Februar 2023